# Хризостом (Бакомітрос)
Єпископ Хризостом (в миру Георгіос Бакомітрос; 24 квітня 1950 — 4 листопада 2016, острів Егіна) — єпископ Херсонеський, Екзарх Київського патріархату в Греції.

## Життєпис
Народився 24 квітня 1950 року на острові Егіна, що знаходиться в Сароніко Колпо і Егелон Пелагос. 
Середню школу та церковну гімназію закінчив на острові Егіна. 
Після їх закінчення навчався в Афінському національному університеті на богословському факультеті.

## Чернецтво
В 19 років отримав постриг у монастирі Агафоном (м. Іпаті Ламіас) від ігумена Германа (Дімакоса). 
Дияконську хіротонію отримав від митрополита Фіотідійського Дамаскіна. Пресвітерську хіротонію отримав від митрополита Аттікійського Дорофея.
Протягом 30-х років у священничому сані служив в різних храмах і соборах м. Афін. Декілька років був кліриком Олександрійського патріархату.
Згідно з поданим проханням був прийнятий у клір Київського патріархату, про що було відповідне рішення Священного синоду під головуванням Святішого Патріарха Київського і всієї Руси-України Філарета. 

## Архієрейство
Після смерті Патріаршого Екзарха у Греції високопреосвященного митрополита Корсунського Тимофія (Кутальяноса) був призначений Патріаршим екзархом в Греції.
Рішенням Священного синоду Української Православної церкви Київського патріархату від 12 травня 2005 року архимандрит Хризостом (Бакомітрос) обраний на єпископа Херсонеського. Наречення та хіротонія відбулися 13–14 травня у Свято-Володимирському кафедральному соборі м. Києва.